# Langiong
Langiong o Lan-iong és un estat tributari protegit del grup d'estats Khasis a Meghalaya, Índia. La població el 1901 era de 596 habitants. El seu governant portava el títol de langdoh. Els ingressos el 1903 s'estimaven en 120 rupies. La producció principal eren patates i mill.